# Honda MVX 250 F
Die Honda MVX 250 F ist ein Motorrad des japanischen Herstellers Honda.

## Modellgeschichte
Das Motorrad wurde nur im Jahr 1983 angeboten. Gegen die zugleich in Japan angebotene Suzuki RG 250 Gamma wie auch die Yamaha RZ 250 R, hatte die MVX allerdings kaum eine Chance, da die Suzuki mit 45 PS und auch die Yamaha mit 43 PS mehr Leistung sowie eine Vollverkleidung bot, was bei der hauptsächlich jugendlichen Käuferschaft mehr Anklang fand. Außerhalb von Japan wurde sie in Australien, Neuseeland sowie in der Schweiz als einzigem europäisches Land verkauft.
Der quer eingebaute Motor leistete in der Grundversion 29 kW (39 PS) bei 9000/min. Der Motor ist im Rahmen montiert, wobei die beiden äußeren Zylinder horizontal nach vorne ausgerichtet sind und der hintere Zylinder vertikal. Der Hubraum betrug 249 cm³ und das Verdichtung 10,5:1. Auf eine Ausgleichswelle wurde aus Gewichtsgründen verzichtet. Das Gemisch bereiteten 3 Keihin-Gleichdruckvergaser TA01 mit 20 mm Durchmesser auf. Zündfunken erzeugte eine Transistorzündung. Gestartet wurde die Maschine mit einem Kickstarter. Die Kraft übertrug ein klauengeschaltetes Sechsgang-Getriebe. 
Der Doppelschleifenrahmen war aus Stahl mit runden Rohrquerschnitten. Die Sitzbankhöhe betrug 780 mm. Der Radstand war 1370 mm, Nachlauf 91 mm, Federweg vorn/hinten 140/100 mm mit Luftunterstützung sowohl in der Gabel als auch im Zentralfederbein, dem sogenannten Pro-LinkSystem. Letzteres war in drei Stufen verstellbar. Die Gabelstandrohre hatten 35 mm Durchmesser. Eingebaut war zudem ein hydraulisches Anti-Dive-System, das beim Bremsen ein starkes Eintauchen der Gabel verhindern sollte. Das Motorrad war 2010 mm lang, 735 mm breit und 1155 mm hoch.
- Bremsen vorn: Eine Scheibenbremse mit 235 mm Durchmesser und hinten 160 mm, jeweils gekapselt
- Reifengröße vorn: 110/90-16, hinten: 110/80-18 jeweils schlauchlos auf genieteten ComStar-Rädern
- Höchstgeschwindigkeit: 180 km/h
- Tankinhalt/Reserve: 17 / 4 l
- Leergewicht (trocken): 138 kg, (vollgetankt): 155 kg

Vom Design her weist die MVX Ähnlichkeiten mit der Honda VT 250 F und der Honda VF 400 F auf, und viele Teile wurden gemeinsam mit der VT 250 F entworfen.
Während der Tank, der Sitz, die Seitendeckel usw. speziell entwickelt wurden, haben der Scheinwerfer, der Griffschalter, die Rückleuchte, der vordere Kotflügel usw. das gleiche Design wie bei der VT 250 F.

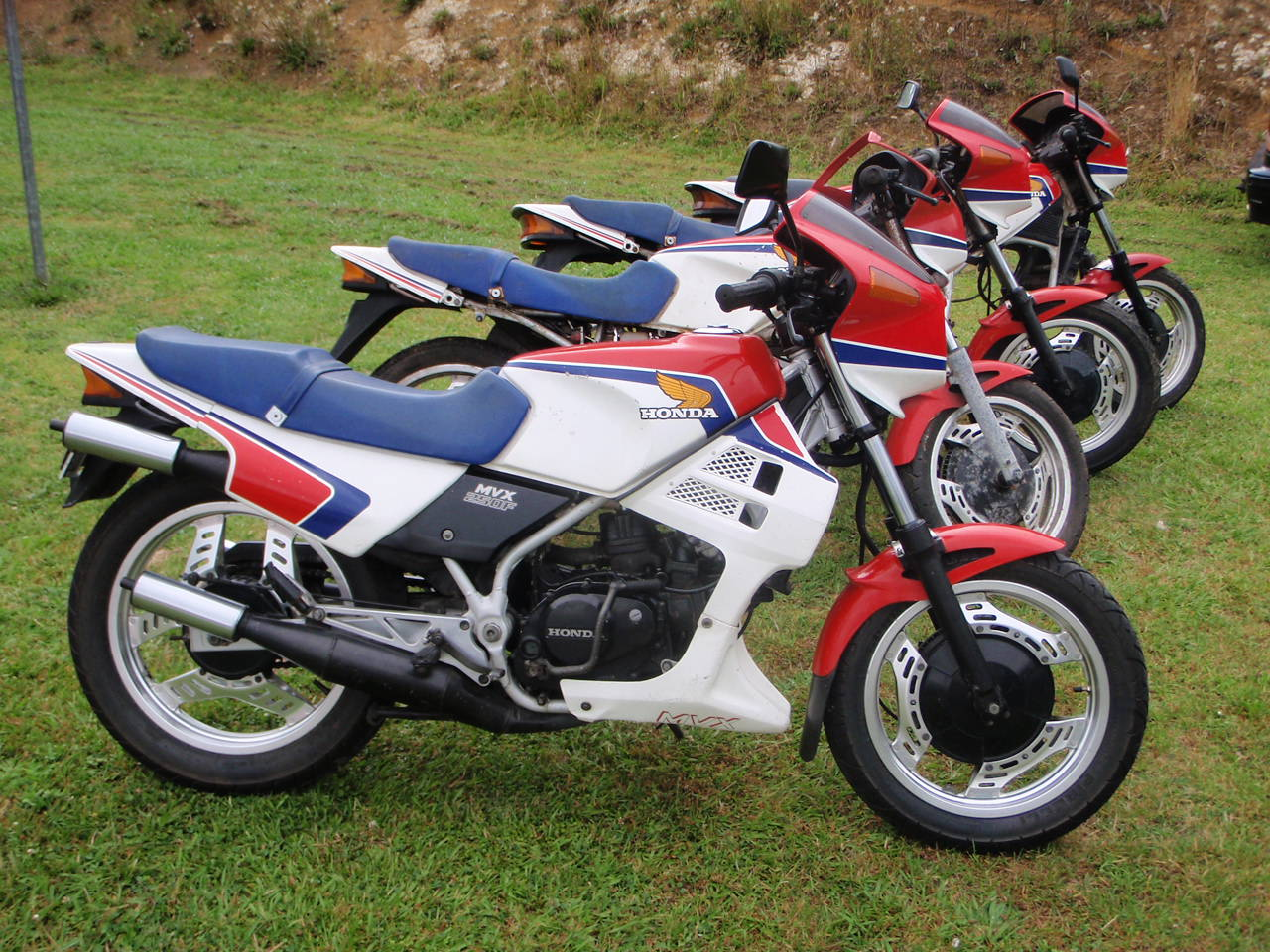
Mehrere Honda MVX 250 F

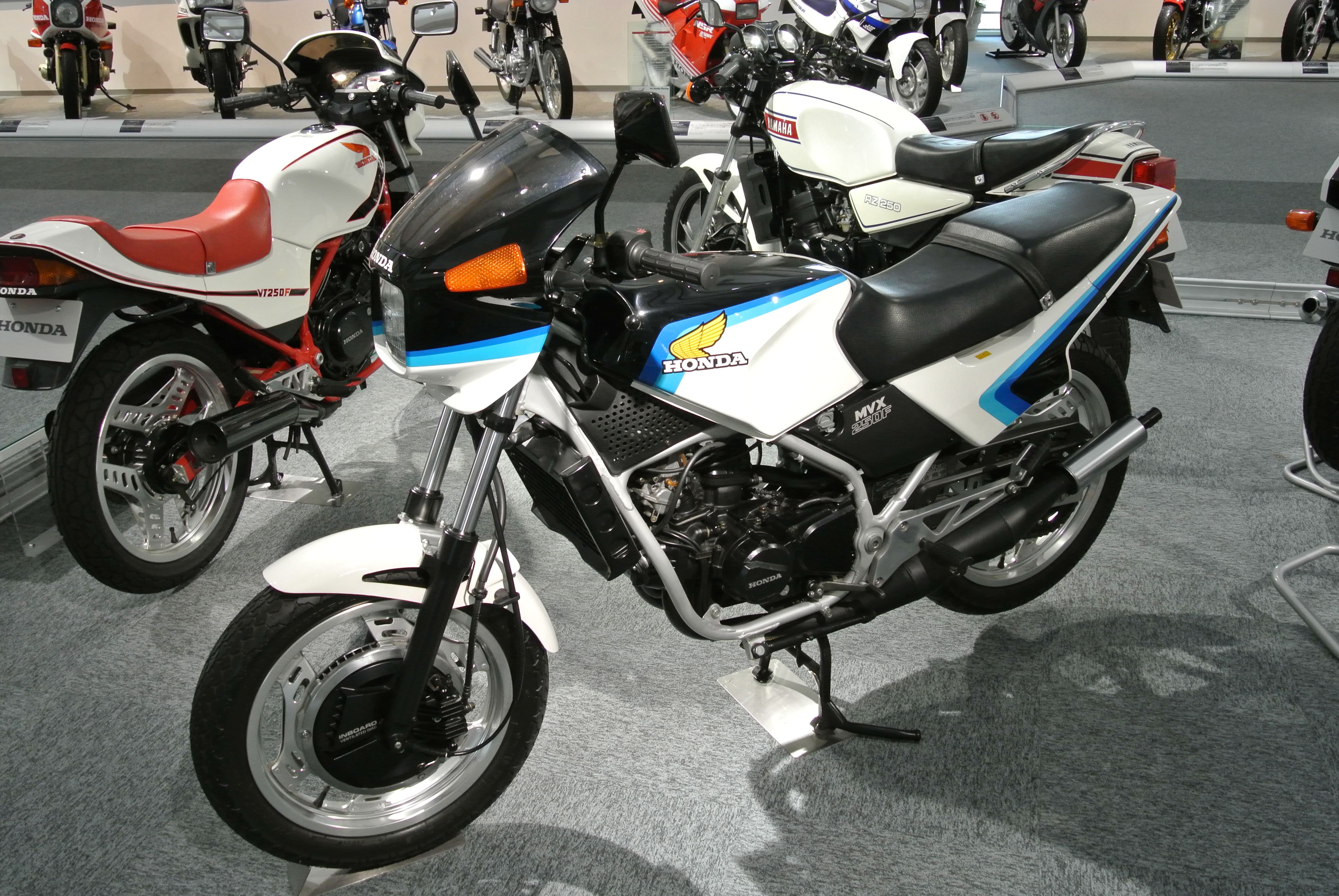
Honda MVX 250 F, weiß-blau

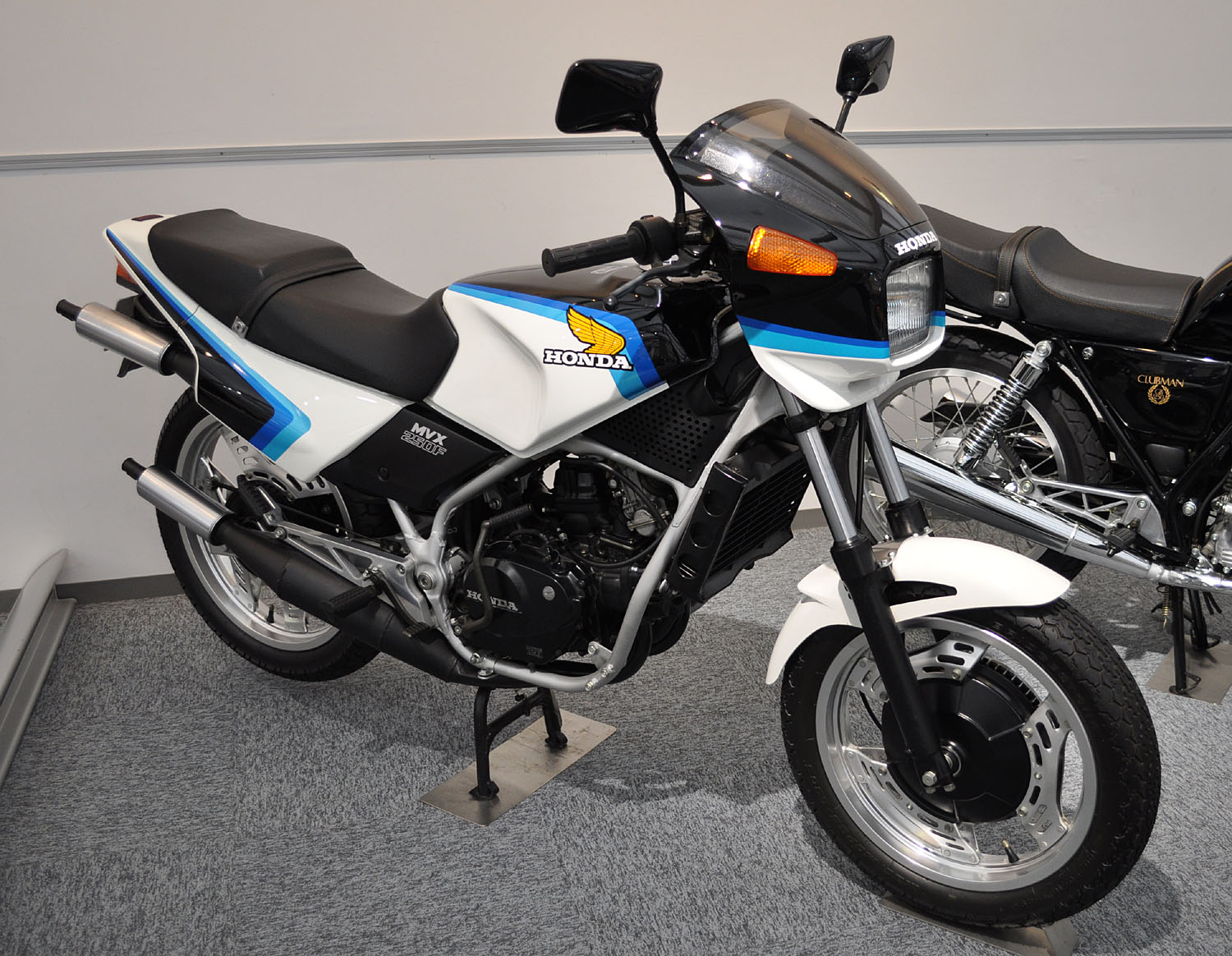
Honda MVX 250

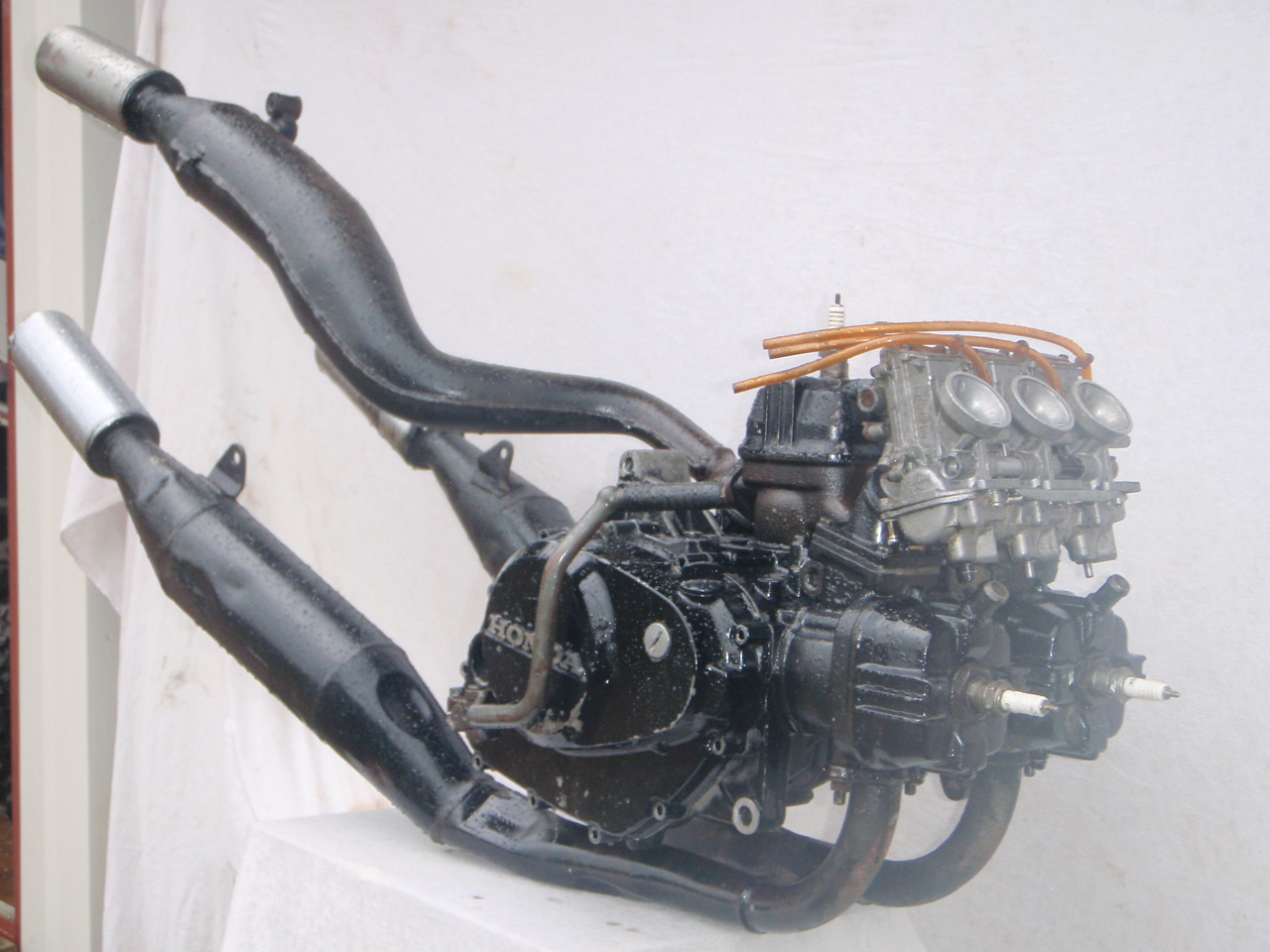
Motor der Honda MVX 250 F